# Râul Negreasca
Râul Negreasca este un curs de apă, afluent al râului Călmățui. 